# میزیلو گارا
میزیلو گارا (به لاتین: Mizilo Gara) یک منطقهٔ مسکونی در ماداگاسکار است که در Manakara واقع شده‌است. میزیلو گارا ۸٬۰۰۰ نفر جمعیت دارد و ۱۲ متر بالاتر از سطح دریا واقع شده‌است.